# Rudolf Hammacher (Bürgermeister)
Rudolf Hammacher (* 17. August 1528 in Osnabrück; † 19. April 1594 in Osnabrück) war ein Bürgermeister in Osnabrück.

## Familie
Hammacher war ein Sohn des Gildemeisters und Glasers Gerhard Hammacher († 1529) und der Katharina von Leden, Tochter Rudolfs von Leden, Gildemeister in Osnabrück. Er heiratete in erster Ehe 1552 Regine Cappelmann († 1588), Witwe des Gildemeisters Jürgen von Lengerke und in zweiter Ehe 1589 Anna (1562–1643), Tochter des Christian Sleibing († 1566), Rektor der Domschule und der Regina Wesseling. Aus der ersten Ehe entstammen drei Kinder, u. a. Regine, die mit dem  Ratsherrn und Bürgermeister Heinrich Nitze (1555–1618) verheiratet war.

## Leben
Hammacher war nach seinem Studium in Erfurt und Wittenberg zunächst Lehrer geworden, bis er zwei Jahre später eine Kaufmannswitwe heiratete und sich als Leinwandhändler in Osnabrück niederließ. Nachdem er 1556 Gildemeister des Krameramts geworden war, trat er 1558 in den Rat der Stadt ein und bekleidete von 1565 bis 1587 das Amt des Bürgermeisters. In dieser Position wirkte er tatkräftig für die Belange der Stadt, trat für sie beim Landesherrn ein und ordnete die städtische Verwaltung. Das von ihm verfasste „Legerbuch“ enthält eine Sammlung von historischen Texten verschiedener Art, von Ordnungen und Satzungen für die Stadt und das Hochstift Osnabrück
von 1397 bis 1574, u. a. darin enthalten ist die Kirchenordnung des Hermann Bonnus.
Er war ein glühender Anhänger der lutherischen Lehre, der alle calvinistischen Regungen scharf unterdrückte; so vertrieb er den angeblich calvinistischen Prediger Wilhelm Voß  aus der Stadt, was sein Ansehen bei den Osnabrücker Bürgern steigerte. Mit dem Namen Hammacher ist eine Welle von Hexenprozessen verbunden, die im Jahre 1583 allein in drei Monaten 121 der Hexerei beschuldigten Frauen das Leben kostete; weitere fielen dem Wahn in den folgenden Jahren zum Opfer. „Seine Zeitgenossen sahen gerade darin ein Zeichen besonderer Tatkraft, Gerechtigkeit und Frömmigkeit.“
Eine von dem Prediger an St. Katharinen, Andreas Dethmarus (1540–1610), auf ihn gehaltene Leichenpredigt erschien 1594 in Rinteln im Druck.

## Schriften
- Erich Fink (Hrsg.): Das Legerbuch des Bürgmeister Rudolf Hammacher zu Osnabrück (= Osnabrücker Geschichtsquellen und Forschung, IV), S. 161–268.